# Emergence: A Transsexual Autobiography
Emergence: A Transsexual Autobiography (en español: Emergencia: Una Autobiografía Transexual) es una autobiografía del escritor italiano Mario Martino, publicada en 1977 y considerada una de las primeras autobiografías escritas por un hombre trans.

## Contenido
El libro es una autobiografía, publicada originalmente de forma anónima por Mario Martino, un ex-monja que comenzó su transición de género en la treintena para vivir abiertamente como un hombre trans. En su biografía, que publicó junto a su colaboradora Harriet, Martinó abordó asuntos de su vida privada como falta su de apego a las actividades femeninas tradicionales, su atracción sexual hacia las mujeres y no hacia los hombres, y su dificultad para aceptar su propia identidad después de haber sido criado en el catolicismo.
Así mismo la obra destaca por hablar abiertamente y de forma explícita de las experiencias y relaciones sexuales del autor, algo poco habitual entre las autobiografías trans más tempranas.